# Мельник, Алексей Семёнович
Алексе́й Семёнович Ме́льник (30 июня 1939 — 21 ноября 2012) — советский и российский хозяйственный деятель, председатель колхоза ЗАО «Имени Ильича» Ленинградского района Краснодарского края. Член-корреспондент Российской Академии естественных наук, кандидат сельскохозяйственных наук, Герой Труда Кубани и Герой Социалистического Труда (1984).

## Биография
Родился в селе Гаи Смеливского района Сумской области. В начале 1950-х годов его семья переехала в Ленинградский район, поселились на хуторе Восточном, здесьон закончил семилетнию школу и в 17 лет начал трудовую деятельность, работал скотником в колхозе имени Кирова Ленинградского района. Также ему довелось поработать прицепщиком, возить на линейке бригадира.
В дальнейшем Мельника направили на учёбу в Ейскую школу животноводов. Там он познакомился со своей будущей супругой, Еленой Константиновной, с которой он проживёт в счастливом браке почти полвека. После окончания школы животноводов Алексей Семёнович продолжил работу в колхозе имени Кирова: работал заведующим фермой по выращиванию молодняка № 1, управляющим отделением № 1.
Указом Президиума Верховного Совета СССР 6 июня 1984 года Мельника наградили медалью «Серп и Молот» с присвоением звания «Герой Социалистического Труда» и вручением ордена Ленина.
В 1986 году Алексей Семёнович закончил Кубанский государственный аграрный университет. Впоследствии он преподавал на кафедре частной зоотехнии и свиноводства данного университета в должности профессора.
1 февраля 1986 года Мельник был избран председателем (генеральным директором) колхоза ЗАО «Имени Ильича». В данной должности он работал до 2007 года, после чего был назначен председателем совета директоров этой организации.
Также с 2007 года Алексей Мельник — советник президента группы компании «Доминант».
Неоднократно избирался депутатом районного, краевого Совета депутатов. Являлся депутатом Совета муниципального образования «Ленинградский район» IV созыва (выдвинут избирательным объединением Ленинградское местное отделение партии «Единая Россия»), был членом комиссии по вопросам экономики, бюджета, налогам и имущественных отношений Совета.
21 ноября 2012 года Алексей Семёнович Мельник скончался. Соболезнования родным и близким Алексея Мельника в связи с его кончиной выразил губернатор Краснодарского края Александр Ткачёв.

## Награды и звания

### Награды
- Герой Социалистического Труда (1984)
- орден Ленина (1984)
- Герой Труда Кубани
- Почётная грамота Законодательного Собрания Краснодарского края (2009)
- медали

### Звания
- Кандидат сельскохозяйственных наук
- почётное звание «Заслуженный работник сельского хозяйства Кубани» (3 ноября 1995)[7]
- почётное звание «Заслуженный работник сельского хозяйства Российской Федерации» (18 апреля 1999)[8]
- почётное звание «Почетный гражданин Ленинградского района»

## Отзывы
Руководитель департамента сельского хозяйства и перерабатывающей промышленности Краснодарского края С. В. Гаркуша, работавший вместе с А. С. Мельником в колхозе ЗАО «Имени Ильича», впоследствии вспоминал: 

Я поражался его огромной работоспособности. В пять часов утра, а то и раньше, он либо на ферме, либо в поле или мастерских. И так — до позднего вечера. А во время уборочной страды даже не понимал иногда: когда же спит Мельник? И спрос с нас, технологов, был самый строжайший. Но об этом мы, его ученики, сегодня вспоминаем с огромной благодарностью: великолепную школу прошли!